# Cornellà de Llobregat
Cornellà de Llobregat (katalanskt uttal: [kuɾnəˈʎa ðə ʎuβɾəˈɣat], spanska: Cornellá de Llobregat) är en ort och kommun i provinsen Barcelona i den autonoma regionen Katalonien i nordöstra Spanien. Orten ligger vid floden Llobregat, cirka 9,5 kilometer sydväst om centrala Barcelona. Kommunen har 91 589 invånare (2024), på en yta av 6,89 km².